# Amarga victoria
Amarga victoria (en inglés, Dark Victory) es una película estadounidense dirigida en 1939 por Edmund Goulding, con Bette Davis en el papel principal. El guion, de Casey Robinson, se basó en la obra de teatro homónima escrita por George Brewer y Bertram Bloch, la cual se había estrenado, sin éxito, en 1934.

## Argumento
Judith Traherne (Bette Davis) es una rica heredera de Long Island que descubre que tiene un tumor cerebral y es operada por un experto neurocirujano, el Doctor Frederick Steele (George Brent). A pesar de que la operación es todo un éxito, el tumor resulta ser maligno. A partir de entonces, Judith decide disfrutar de la vida.

## Reparto
- Bette Davis ..... Judith Traherne
- George Brent ..... Dr. Frederick Steele
- Geraldine Fitzgerald ..... Ann King
- Humphrey Bogart ..... Michael O'Leary
- Henry Travers ..... Dr. Parsons
- Ronald Reagan ..... Alec Hamm
- Cora Witherspoon ..... Carrie

## Recepción
Amarga victoria se estrenó en 1939 y fue un éxito de crítica y público, tal y como lo muestran las crónicas cinematográficas de la época:

Si fuese un automóvil, Amarga victoria sería un Rolls-Royce.
Newsweek

La película consiguió cuatro candidaturas a los Óscar (entre ellas, a la mejor película), pero no consiguió ninguno debido, en parte, a la ardua competencia de aquella edición de 1939, en la que Lo que el viento se llevó ganó casi todas las estatuillas. A pesar de no ganar el Óscar, Bette Davis logró el reconocimiento por su papel.

Davis está encantadora y fascinante. Una de las películas más sensibles y obsesionantes de la temporada.
New York Times

## Anecdotario
Precisamente, a Bette Davis se le debe el éxito de Amarga Victoria, y no sólo por su genial interpretación, sino por su insistencia a Jack Warner, de la Warner Bros, en adquirir los derechos para realizar la película. El directivo se mostraba escéptico en un principio, ya que no creía que la historia de una dama que poco a poco se va quedando ciega pudiera interesar al público.

## Palmarés cinematográfico

### Óscar 1939
| Categoría                   | Persona        | Resultado |
| --------------------------- | -------------- | --------- |
| Mejor película              | Mejor película | Candidata |
| Mejor actriz                | Bette Davis    | Candidata |
| Mejor banda sonora original | Max Steiner    | Candidato |
| Mejor fotografía            | Ernest Haller  | Candidato |